# Sudamericano de Rugby M21 2006
El Sudamericano de Rugby M21 de 2006 fue la novena edición del torneo para menores de 21 años que organizaba la Confederación Sudamericana de Rugby. Se celebró en Santiago de Chile y los partidos se disputaron en la cancha del Prince of Wales Country Club.

## Equipos participantes
- Selección juvenil de rugby de Argentina (Pumas M21)
- Selección juvenil de rugby de Chile (Cóndores M21)
- Selección juvenil de rugby de Paraguay (Yacarés M21)
- Selección juvenil de rugby de Uruguay (Teros M21)

## Posiciones
| Pos. | Equipo    | Encuentros | Encuentros | Encuentros | Encuentros | Tantos  | Tantos    | Tantos     | Puntos |
| Pos. | Equipo    | jugados    | ganados    | empatados  | perdidos   | a favor | en contra | diferencia | Puntos |
| ---- | --------- | ---------- | ---------- | ---------- | ---------- | ------- | --------- | ---------- | ------ |
| 1    | Argentina | 3          | 3          | 0          | 0          | 200     | 20        | + 180      | 9      |
| 2    | Chile     | 3          | 2          | 0          | 1          | 70      | 62        | + 8        | 6      |
| 3    | Uruguay   | 3          | 1          | 0          | 2          | 72      | 55        | + 17       | 3      |
| 4    | Paraguay  | 3          | 0          | 0          | 3          | 21      | 226       | - 205      | 0      |

Nota: Se otorgan 3 puntos al equipo que gane un partido, 1 al que empate y 0 al que pierda

## Resultados

### Primera Fecha
| 16 de abril 14:30 | Uruguay | 55 - 6 | Paraguay | cancha del Prince of Wales Country Club, Santiago, Chile |  |

| 16 de abril 16:30 | Chile | 7 - 43  | Argentina | cancha del Prince of Wales Country Club, Santiago, Chile |                                  |
|                   |       | Reporte |           | Árbitro(s): Jorge Prado Paraguay                         | Árbitro(s): Jorge Prado Paraguay |

### Segunda Fecha
| 19 de abril 14:30 | Chile | 43 - 7 | Paraguay | cancha del Prince of Wales Country Club, Santiago, Chile |  |

| 19 de abril 16:30 | Argentina | 29 - 5  | Uruguay | cancha del Prince of Wales Country Club, Santiago, Chile |  |
|                   |           | Reporte |         |                                                          |  |

### Tercera Fecha
| 22 de abril 14:30 | Argentina | 128 - 8 | Paraguay | cancha del Prince of Wales Country Club, Santiago, Chile |  |
|                   |           | Reporte |          |                                                          |  |

| 22 de abril 16:30 | Chile | 20 - 12 | Uruguay | cancha del Prince of Wales Country Club, Santiago, Chile |  |
|                   |       | Reporte |         |                                                          |  |

| Bandera de Argentina |
| Campeón Argentina    |
| Noveno título        |